# Badr Hari
Badr "The Golden Boy" Hari -en àrab بدر هري —a (8 de desembre de 1984) és un kickboxer i artista marcial professional neerlandès d'ascendència marroquina.
Badr Hari va començar practicant kickboxing als 7 anys amb l'antic campió mundial Mousid Akamrane. Va entrenar amb Mohammed Ait Hassou en el Sitan Gym i quan aquest es va traslladar a Rotterdam, Hari es va unir al gimnàs Chakuriki de Thom Harinck amb ell, Hari va desenvolupar una gran tècnica de kickboxing.
El 28 d'abril de 2007, va competir en el K-1 World GP 2007 a Hawaii davant de Yusuke Fujimoto guanyant el recentment creat cinturó mundial dels pesos pesants de K-1. Hari va noquejar a Fujimoto i es va proclamar primer campió de la història del cinturó mundial. El 29 de juny de 2008 va defensar per primera vegada el títol mundial davant Glaube Feitosa i va tornar a guanyar per un "Knockout" en el primer assalt.
Com a posseïdor del cinturó mundial va accedir al K-1 World Grand Prix 2008 a Seül a la final amb 16 oponents, va eliminar a 8 i va classificar als altres 8 per a la gran final en Yokohama. Hari es va enfrontar a Choi Hong-man i va guanyar després que Choi es retirés en el quart assalt. En la semifinal va derrotar a un dels favorits, Peter Aerts, a Errol Zimmermanm, però va perdre a la final davant Remy Bonjasky després de ser desqualificat per trepitjar-li el cap quan el seu rival estava en el terra.

## Títols
2009-2010 Campió del Món It's Showtime pes pesant
Ex-campió del cinturó mundial de K-1.1
Subcampió 2008 en el K-1 World Grand Prix.
Campió neerlandès WPKL en 2002 de Muay Thai.